# Pranjci
Pranjci (izvirno srbsko Прањци) je naselje v Srbiji, ki upravno spada pod Občino Prijepolje; slednja pa je del Zlatiborskega upravnega okraja.

## Demografija
V naselju živi 262 polnoletnih prebivalcev, pri čemer je njihova povprečna starost 34,4 let (33,0 pri moških in 36,1 pri ženskah). Naselje ima 94 gospodinjstev, pri čemer je povprečno število članov na gospodinjstvo 3,83.
Prebivalstvo je večinoma nehomogeno.
|  |

| Demografija | Demografija     | Demografija     |
| Leto        | Št. prebivalcev | Št. prebivalcev |
| ----------- | --------------- | --------------- |
|             |                 |                 |
|             |                 |                 |
|             |                 |                 |
|             |                 |                 |
| 1948        | 288             |                 |
| 1953        | 311             |                 |
| 1961        | 312             |                 |
| 1971        | 248             |                 |
| 1981        | 276             |                 |
| 1991        | 411             | 409             |
| 2002        | 394             | 360             |
|             |                 |                 |

| Etnična sestava po popisu iz leta 2002 | Etnična sestava po popisu iz leta 2002 | Etnična sestava po popisu iz leta 2002 | Etnična sestava po popisu iz leta 2002 | Etnična sestava po popisu iz leta 2002 |
| -------------------------------------- | -------------------------------------- | -------------------------------------- | -------------------------------------- | -------------------------------------- |
| Bošnjaki                               | Bošnjaki                               |                                        | 219                                    | 60,83%                                 |
| Srbi                                   | Srbi                                   |                                        | 95                                     | 26,38%                                 |
| Muslimani                              | Muslimani                              |                                        | 42                                     | 11,66%                                 |
| Neznano                                | Neznano                                |                                        | 4                                      | 1,11%                                  |